# 萊克敦鎮區 (密歇根州)
萊克敦鎮區（英語：Laketown Township）是位於美國密歇根州阿勒根縣的一個行政鎮區。

## 地方資料
萊克敦鎮區的面積為56.10平方千米，當中陸地面積為55.80平方千米，而水域面積為0.30平方千米。根據2010年美國人口普查的數據，當地共有人口5928人，而人口密度為每平方千米105.67人。